# Bø (Telemark)
Bø was een gemeente in de Noorse provincie Telemark. De gemeente werd per 1 januari 2020 samengevoegd met Sauherad tot de nieuwe gemeente Midt-Telemark in de op die dag gevormde provincie Vestfold og Telemark. 
Bø lag tussen Seljord en Nome en de meren Seljordsvatn en Norsjø. Bø telde in januari 2017 6.262 inwoners.
Bø grensde in het noorden aan Notodden, in het oosten aan Sauherad, in het zuiden aan Nome en in het westen aan Kviteseid en Seljord.
Bezienswaardig is het waterpark Bø Sommarland en de rotsformatie Gygrestol.

## Plaatsen in de voormalige gemeente
- Bø
- Folkestad